# سرحانية السفلى (الريف الغربي)
سرحانية السفلى (بالفارسية: سرحانیه سفلی) هي منطقة سكنية تقع في إيران في قسم الريف الغربي الريفي. يقدر عدد سكانها بـ 1,191 نسمة .